# Nagurus longiflagellatus
Nagurus longiflagellatus là một loài chân đều trong họ Trachelipodidae. Loài này được Wahrberg miêu tả khoa học năm 1922.